# Similosodus venosus
Similosodus venosus là một loài bọ cánh cứng trong họ Cerambycidae.